# Saúl Luciano Lliuya
Saúl Luciano Lliuya   (Independencia, 5 d'octubre de 1980) és un activista ambientalista, pagès i guia de muntanya membre de l'Associació de Guies de Muntanya del Perú reconegut internacionalment per haver posat una demanda pionera de justícia climàtica (coneguda com el cas Saúl Luciano contra RWE). Ha participat a la COP21 i la COP25. En 2018 va rebre el premi ciutadà Das Glas der Vernunft de la ciutat de Kassel.